# Ragnarok
Ragnarök („sudbina bogova”) u nordijskoj mitologiji predstavlja kraj svijeta bogova i ljudi. Ragnarök je u potpunosti opisan samo u islandskoj pjesmi Völuspá („Proročičino viđenje”), vjerojatno nastaloj u kasnom 10. stoljeću, i u proznoj Eddi Snorrija Sturlusona iz 13. stoljeća (1241.), koja uvelike slijedi Völuspu. Prema ta dva izvora, Ragnaröku će prethoditi tri okrutne zime (staronordijski: fimbulvetr, „velika zima”) i moralni kaos. Divovi i demoni koji se približavaju sa svih strana svijeta napast će bogove, koji će ih dočekati i herojski se suočiti sa smrću. Sunce će potamniti, zvijezde će nestati, a zemlja će potonuti u more. Nakon toga, zemlja će ponovno ustati, nevini Baldr vratit će se iz mrtvih, a duše palih ratnika živjet će u Valhali, dvorani pokrivenoj zlatom.
Nepovezane aluzije na Ragnarök, koje se nalaze u mnogim drugim izvorima, pokazuju da su shvaćanja o njemu varirala. Prema jednoj pjesmi dva ljudska bića, Lif i Lifthrasir („Život” i „Vitalnost”), izaći će iz opstalog svjetskog stabla i ponovno naseliti zemlju. Naslov opere Götterdämmerung Richarda Wagnera doslovan je prijevod imena Ragnarök na njemački jezik.